# Intertoto Cup 1971
De Intertoto Cup was sinds 1967 een mogelijkheid voor ploegen om in de zomer te kunnen blijven voetballen. Deze editie van 1971 werd zoals gebruikelijk gehouden tijdens deze zomerstop. Er werden alleen groepswedstrijden georganiseerd, omdat het onhaalbaar bleek om nog knock-outronden te spelen na de zomerstop. Clubs hadden daarvoor een te druk programma en de UEFA had bepaald dat ploegen die al aan UEFA-toernooien zoals de twee edities van de Europa Cup meededen, niet mochten deelnemen aan andere toernooien.
Aan deze editie van het toernooi deden maar 28 ploegen mee, 23 minder dan vorig jaar. Er waren zeven groepen van vier teams, de scheiding van A- en B-groepen was vanaf deze editie afgeschaft. Elk team speelde zes wedstrijden. De deelnemende landen waren: Denemarken, Oostenrijk, Polen, Tsjecho-Slowakije, West-Duitsland, Zweden en Zwitserland. Van elk land deden er vier clubs mee.
Het Poolse Stal Mielec uit groep twee deed het het beste van het toernooi. Het won al zijn wedstrijden en haalde zo als enige de volle twaalf punten.

## Eindstanden

### Groep 1
| plaats | Club               | Doelpunten | Punten |
| ------ | ------------------ | ---------- | ------ |
| 1.     | Hertha BSC Berlin  | 16 : 7     | 10     |
| 2.     | FC Zürich          | 13 : 8     | 9      |
| 3.     | Jednota Trenčín    | 9 : 7      | 5      |
| 4.     | Akademisk Boldklub | 4 : 20     | 0      |

### Groep 2
| plaats | Club          | Doelpunten | Punten |
| ------ | ------------- | ---------- | ------ |
| 1.     | Stal Mielec   | 15 : 3     | 12     |
| 2.     | Tatran Prešov | 12 : 8     | 7      |
| 3.     | IF Elfsborg   | 10 : 11    | 4      |
| 4.     | Vejle BK      | 5 : 20     | 1      |

### Groep 3
| plaats | Club               | Doelpunten | Punten |
| ------ | ------------------ | ---------- | ------ |
| 1.     | Servette FC Genève | 13 : 4     | 8      |
| 2.     | Szombierki Bytom   | 13 : 7     | 7      |
| 3.     | Linzer ASK         | 8 : 16     | 5      |
| 4.     | B 1903 Kopenhagen  | 4 : 11     | 4      |

### Groep 4
| plaats | Club              | Doelpunten | Punten |
| ------ | ----------------- | ---------- | ------ |
| 1.     | TJ TŽ Třinec      | 16 : 4     | 10     |
| 2.     | Austria Wien      | 14 : 12    | 6      |
| 3.     | Hvidovre IF       | 11 : 16    | 5      |
| 4.     | FC Kaiserslautern | 8 : 17     | 3      |

### Groep 5
| plaats | Club              | Doelpunten | Punten |
| ------ | ----------------- | ---------- | ------ |
| 1.     | Atvidabergs FF    | 15 : 7     | 9      |
| 2.     | ROW Rybnik        | 8 : 10     | 7      |
| 3.     | Tirol Innsbruck   | 11 : 12    | 5      |
| 4.     | Borussia Dortmund | 10 : 15    | 3      |

### Groep 6
| plaats | Club                   | Doelpunten | Punten |
| ------ | ---------------------- | ---------- | ------ |
| 1.     | Eintracht Braunschweig | 10 : 2     | 10     |
| 2.     | Malmö FF               | 15 : 8     | 8      |
| 3.     | Zagłębie Wałbrzych     | 3 : 8      | 4      |
| 4.     | BSC Young Boys Bern    | 8 : 18     | 2      |

### Groep 7
| plaats | Club             | Doelpunten | Punten |
| ------ | ---------------- | ---------- | ------ |
| 1.     | Austria Salzburg | 16 : 3     | 11     |
| 2.     | Djurgårdens IF   | 8 : 8      | 7      |
| 3.     | Inter Bratislava | 17 : 16    | 4      |
| 4.     | Grasshopper-Club | 7 : 21     | 2      |